# Liste von Militärs/R

## Ra
- Rabe von Pappenheim, Alfred Otto (1808–1851), kurhessischer Leutnant und Gutsbesitzer, Mitglied der kurhessischen Ständeversammlung
- Rabe von Pappenheim, Friedrich-Carl (1894–1977), deutscher Generalleutnant und Diplomat
- Rabenau, Friedrich von (1884–1945), deutscher General, Theologe und NS-Opfer
- Rabin, Jitzchak (1922–1995), israelischer General und Politiker, Generalstabschef der israelischen Armee, Ministerpräsident
- Radetzky von Radetz, Josef Graf (1766–1858), Feldmarschall, einer der bedeutendsten österreichischen Generale des 19. Jahrhunderts
- Radezki, Fjodor Fjodorowitsch (1820–1890), russischer General
- Radowitz, Joseph Maria von (1797–1853), preußischer General und Staatsmann; Außenminister
- Raeder, Erich (1876–1960), Großadmiral; Chef der Marineleitung; Oberbefehlshaber der Kriegsmarine
- Rahden, Wilhelm Baron von (1790–1860), Militär und Schriftsteller
- Raglan, Fitzroy Somerset, 1. Baron (1788–1855), britischer Feldmarschall
- Rainville, Franz de (1869–1933), Oberstleutnant
- Rais, Gilles de Montmorency-Laval, gen. de (1404–1440), Heerführer im Hundertjährigen Krieg, Marschall von Frankreich, berühmter Massenmörder
- Rall, Johann (1725–1776), hessen-kasselscher Oberst im Amerikanischen Unabhängigkeitskrieg
- Ralston, Joseph W. (* 1943), US-amerikanischer General der US Air Force, stellvertretender Vorsitzender der Joint Chiefs of Staff, Supreme Allied Commander
- Ramberg, Hermann von (1820–1899), österreichischer General
- Ramcke, Hermann-Bernhard (1889–1968), deutscher Fallschirmjägergeneral im Zweiten Weltkrieg
- Ramming, Wilhelm (1815–1876), österreichischer General
- Ramms, Egon (* 1948), General der Bundeswehr; Kommandeur des Allied Joint Force Command Brunssum der NATO
- Ramsay, Sir Bertram KCB (1883–1945), britischer Admiral im Zweiten Weltkrieg; Marinekommandeur für die Operation Overlord
- Ramsay, Jakob von (1589–1639), schottischer General in schwedischen Diensten (Dreißigjähriger Krieg)
- Randon, Jacques-Louis (1795–1871), französischer General und Staatsmann; Marschall von Frankreich; Kriegsminister.
- Randon de Pully, Charles-Joseph (1751–1822), französischer Divisionsgeneral
- Randow, Adolph von (1801–1891), preußischer General und Waisenhausdirektor
- Randow, Alfred von (1879–1958), deutscher Offizier; im Ersten Weltkrieg Befehlshaber des Detachements von Randow (Freikorps) im Baltikum; Stifter des Randowkreuzes.
- Randow, Heinz von (1890–1942), deutscher Berufsoffizier, zuletzt im Generalsrang; im Zweiten Weltkrieg Kommandeur einer Panzerdivision und als solcher in Tobruk/Libyen gefallen.
- Randow, Hermann von (1847–1911), preußischer General und Schriftsteller
- Randow, Viktor von (1856–1939), deutscher Generalleutnant
- Rantzau, Daniel (1529–1569), königlich-dänischer Feldhauptmann
- Rantzau, Heinrich (1526–1598/99), dänischer Statthalter in Schleswig-Holstein
- Rantzau, Johann (1492–1565), deutsch-dänischer Feldherr und Rat
- Rantzau, Josias (1609–1650), deutscher Heerführer im Dreißigjährigen Krieg; Marschall von Frankreich.
- Rapp, Jean (1771–1821), französischer General; Adjutant Napoleons.
- Raschid Dostum, Abdul (* 1954), usbekischer General; Vizepräsident Afghanistans.
- Raskowa, Marina Michailowna (1912–1943), sowjetische Pilotin
- Rasumowskij, Alexei Grigorjewitsch (1709–1771), russischer Feldmarschall und Liebhaber der Kaiserin Elisabeth Petrowna.
- Rauch, Fedor von (1822–1892), preußischer Kavallerieoffizier und Oberstallmeister
- Rauch, Gustav von (1774–1841), preußischer General und Kriegsminister
- Raule, Benjamin (1634–1707), holländischer Reeder und kurbrandenburgischer Generalmarinedirektor.
- Raumer, Karl Albrecht Friedrich von (1729–1806), königlich-preußischer Generalleutnant; Gouverneur von Danzig.
- Raumer, Eugen von (1758–1832), königlich-preußischer Generalleutnant und Festungskommandant von Neiße
- Ravenstein, Hans von (1889–1962), Wehrmachtgeneral; der erste deutsche General, der im Zweiten Weltkrieg in Gefangenschaft geriet.
- Rawlinson, Henry, 1. Baron (1864–1925), britischer General im Ersten Weltkrieg, Oberbefehlshaber in Indien.
- Rawson, Sir Harry GCB (1843–1910), britischer Admiral; führte 1897 eine 'Strafexpedition' gegen Benin; 1902–1909 Gouverneur von New South Wales.
- Raymond FitzGerald († zwischen 1189 und 1200), Constable von Irland, führender Kommandeur der englischen Invasion in Irland im 12. Jahrhundert

## Re
- Reden, Johann Wilhelm von (1717–1801), kurbraunschweigischer Generalfeldmarschall
- Redern, Melchior Freiherr von (1555–1600), k. k. Generalfeldmarschall in den Türkenkriegen
- Redl, Alfred (1864–1913), k.u.k. Oberst, bekannter Spion, Selbstmord
- Regnaud de Saint-Jean d’Angely, Auguste, comte (1794–1870), französischer General, Marschall von Frankreich, Kriegsminister
- Rehder, Klaus (1933–2018), deutscher Vizeadmiral, Befehlshaber der Flotte, NATO-Befehlshaber Seestreitkräfte Ostseezugänge
- Rehnskiöld, Carl Gustaf (1651–1722), schwedischer General während des Nordischen Krieges, Gouverneur von Schonen 1698–1705, seit 1706 Feldmarschall
- Reibold, Rudolf (* 1936), deutscher Brigadegeneral, stellvertretender Leiter des Militärischen Abschirmdienstes
- Reichenau, Walter von (1884–1942), deutscher Generalfeldmarschall, Heeresgruppenoberbefehlshaber im Zweiten Weltkrieg
- Reichhelm, Reinhard (* 1937), deutscher Brigadegeneral des Heeres der Bundeswehr
- Reille, Honoré-Charles (1775–1860), französischer General und Marschall von Frankreich
- Reille, André-Charles-Victor (1815–1887), französischer General, Generaladjutant Kaiser Napoleons III.
- Reinecke, Hermann (1888–1973), deutsche Wehrmacht, General der Infanterie
- Reinhard, Ludwig von (1836–1914), bayerischer Generalleutnant
- Reitzenstein, Wilhelm August von (1815–1864), hannoverischer Oberst und Diplomat
- Remer, Otto Ernst (1912–1997), deutscher Wehrmachtoffizier und Revisionist
- Rendulic, Lothar (1887–1971), österreichischer Generaloberst im Zweiten Weltkrieg
- Renn, Ludwig (Arnold Friedrich Vieth von Golßenau) (1889–1979), Offizier im Ersten Weltkrieg, Schriftsteller, Stabschef der XI. Brigade der spanischen Republik
- Rennack, Hans-Jürgen (* 1942), deutscher Brigadegeneral des Heeres der Bundeswehr
- Rennenkampf, Paul von (1854–1918), russischer General
- Renner, Wilhelm (1915–1982), deutscher Brigadegeneral des Heeres der Bundeswehr
- Rensen, Peter van (* 1934), deutscher Brigadegeneral des Heeres der Bundeswehr
- Renuart, Victor E., Jr. (* 1949), Lieutenant General der US Air Force, designierter Kommandeur des US Northern Command
- Repnin, Anikita Iwanowitsch (1668–1726), Fürst, russischer Feldmarschall und Minister
- Repnin, Nikolai Wassiljewitsch (1734–1801), Fürst, russischer Staatsmann und General, Feldmarschall seit 1796
- Repnin-Wolkonski, Nikolai Grigorjewitsch (1778–1845), russischer Generalleutnant, Generalgouverneur von Sachsen
- Rettberg, Karl von (1865–1944), preußischer Offizier, Regimentskommandeur im Ersten Weltkrieg
- Reubell, Jean-Jacques (1777–1847), französischer General der Napoleonischen Kriege
- Réveilhac, Géraud François Gustave, französischer General des Ersten Weltkrieges
- Reynier, Jean Louis Ebenezer, comte (1771–1814), französischer General
- Rheinbaben, Albert von (1813–1880), preußischer General der Kavallerie

## Ri
- Riall, Phineas (1775–1850), britischer Offizier der Napoleonischen Kriege und des Kriegs von 1812; General.
- Richelieu, Louis-François-Armand du Plessis, Herzog von (1696–1788), Marschall von Frankreich.
- Richthofen, Lothar von (1894–1922), deutscher Jagdflieger im Ersten Weltkrieg.
- Richthofen, Manfred von (1855–1939), deutscher General der Kavallerie.
- Richthofen, Manfred von, postum gen. „der Rote Baron“, (1892–1918), deutscher Jagdflieger im Ersten Weltkrieg.
- Richthofen, Wolfram Freiherr von (1895–1945), deutscher Generalfeldmarschall und Ingenieur; Befehlshaber der Legion Condor; Luftflottenoberbefehlshaber im Zweiten Weltkrieg.
- Rickenbacker, Edward Vernon (1890–1973), amerikanisches Fliegerass im Ersten Weltkrieg.
- Rickover, Hyman (1900–1986), US-amerikanischer Vier-Sterne-Admiral; Vater der Nuklearmarine.
- Ricotti-Magnani, Cesare (1822–1917), italienischer General und Staatsmann; Kriegsminister.
- Ridgway, Matthew (1895–1993), US-amerikanischer General im Zweiten Weltkrieg und im Koreakrieg; SACEUR.
- Riechmann, Friedrich (* 1943), deutscher Generalleutnant; Befehlshaber des Einsatzführungskommandos der Bundeswehr.
- Riedel, Louis (1849–1907), war deutscher Marineoffizier, zuletzt Kontreadmiral
- Riedesel, Friedrich Adolf von (1738–1800), hessischer General im Amerikanischen Unabhängigkeitskrieg.
- Rieger, Philipp Friedrich von (1722–1782), württembergischer General.
- Riego y Núñez, Rafael del (1784/1785–1823), spanischer Revolutionär, Feldmarschall; Generalkapitän von Aragonien; hingerichtet.
- Riehmer, Wilhelm (* 1936), deutscher Brigadegeneral
- Riel, Pierre, marquis de Beurnonville, (1752–1821), französischer General und Staatsminister; Marschall von Frankreich.
- Rimski-Korsakow, Alexander Michailowitsch (1753–1840), russischer General in den Koalitionskriegen.
- Ritchie, Sir Neil GCB, KBE, DSO, MC (1897–1983), britischer General im Zweiten Weltkrieg; Befehlshaber der 8. Armee in Nordafrika.
- Rizzo, Luigi (1887–1951), italienischer Marineoffizier.

## Ro
- Robbers, Dr. Horst (1918–2010), deutscher Marinesanitätsoffizier, Admiralarzt der Marine
- Robeck, Sir John Michael de (1862–1928), britischer Admiral; Marinebefehlshaber bei der gescheiterten Expedition nach Gallipoli
- Roberts of Kandahar, Frederick Sleigh Roberts, 1. Earl (1832–1914), britischer Feldmarschall; letzter Oberbefehlshaber der britischen Streitkräfte.
- Robertson, Brian, 1. Baron Robertson, GCB GBE KCMG KCVO DSO MC (1896–1974), britischer General; 1947–1949 britischer Militärgouverneur in Deutschland.
- Robertson, Walter Melville (1888–1954), US-amerikanischer Zwei-Sterne-General; Kommandeur der 2. US-Infanteriedivision im Zweiten Weltkrieg
- Robertson, William Robert (1860–1933), Chef des Imperialen Generalstabs und britischer Feldmarschall
- Robilant, Carlo Felice Nicolis (1826–1888), italienischer General, Staatsmann und Diplomat; Außenminister.
- Robison, Samuel Shelburne (1867–1952), US-amerikanischer Admiral; Oberbefehlshaber der US-Flotte 1925 bis 1926.
- Rochambeau, Jean-Baptiste-Donatien de Vimeur, comte de (1725–1807), französischer General; Marschall von Frankreich.
- Rochambeau, Donatien-Marie-Joseph de Vimeur, vicomte de (1755–1813), französischer General; gefallen bei Leipzig; Sohn des vorigen.
- Röder, Erhard Ernst von (1665–1743), preußischer Generalfeldmarschall.
- Röder, Friedrich Erhardt von (1768–1834), preußischer Kavalleriegeneral in den Koalitionskriegen.
- Röder von Diersburg, Philipp (1801–1864), großherzoglich-badischer Generalleutnant und Schriftsteller.
- Roeder, Manfred (1900–1971), Militärrichter zur Zeit des Nationalsozialismus; Generalrichter.
- Rodich, Gabriel Freiherr von (1812–1890), österreichischer General; 1870–81 Statthalter von Dalmatien.
- Rodney, George Brydges, 1. Baron Rodney, (1718–1792), britischer Admiral im Amerikanischen Unabhängigkeitskrieg.
- Rodriguez, David M., Lieutenant General der US Army
- Rohan, Henri II. de (1579–1638), militärischer Führer der Hugenotten während der Herrschaft König Ludwigs XIII. und Feldherr während des Dreißigjährigen Krieges
- Rohan, Benjamin de, Anführer der Hugenotten in den Französischen Religionskriegen
- Röhm, Ernst (1887–1934), Offizier im Ersten Weltkrieg; Führer der SA; ermordet.
- Rogers, Robert (1731–1795), britisch-amerikanischer Offizier während des Franzosen- und Indianerkriegs.
- Rogers, Bernard W. (1921–2008), 8. Alliierter Oberkommandierender in Europa und 28. Generalstabschef der US-Armee.
- Rogge, Bernhard (1899–1982), deutscher Marineoffizier im Zweiten Weltkrieg; bekannt als Kapitän des Hilfskreuzers Atlantis; später Admiral der Bundeswehr.
- Rohr, Willy (1877–1930), Schöpfer und Organisator des 1. Sturmbataillons
- Rohr von Denta, Franz (1854–1927), k.u.k. Feldmarschall
- Rojo Lluch, Vicente (1894–1966), spanischer General
- Rokossowski, Konstantin Konstantinowitsch (1896–1968), sowjetischer und polnischer Marschall.
- Romatzeck, Wilhelm (1939–2023), deutscher Brigadegeneral
- Romberg, Gisbert Wilhelm von (1729–1809), preußischer Generalleutnant; Gouverneur von Stettin.
- Rommel, Erwin, gen. „Wüstenfuchs“, (1891–1944), deutscher Generalfeldmarschall und Sympathisant des Widerstandes gegen den Nationalsozialismus; zum Selbstmord gezwungen.
- Rooke, George (1650–1709), englischer Admiral.
- Roon, Albrecht Graf von (1803–1879), preußischer General und Staatsminister.
- Ropers, Frank (* 1946), deutscher Vizeadmiral; seit 2006 Deutscher Militärischer Vertreter im NATO-Militärausschuss
- Roques, Karl von (1880–1949), deutsche Wehrmacht, General der Infanterie.
- Rosas, Juan Manuel de (1793–1877), argentinischer Diktator.
- Roschestwenski, Sinowi Petrowitsch (1848–1909), russischer Admiral im Russisch-Japanischen Krieg.
- Rosen, Conrad von (1628–1715), baltischer General in französischen Diensten; Marschall von Frankreich.
- Rosen, Gustaf Friedrich, Graf von (1688–1769), livländischer General in schwedischen Diensten.
- Rosen, Georg Andreas, Graf von, Grigori Wladimirowitsch Rosen, (1776–1841), kaiserlich-russischer General.
- Rosen, Georg Gustav von (1645–1737), livländischer General in dänischen, kaiserlichen und russischen Diensten; später Theatinerpater.
- Rosen, Reinhold Carl von (1666–1744), Graf von Bollweiler und Ettweiler; französischer General; Sohn des Marschalls von Rosen.
- Rosecrans, William Starke (1819–1898), US-amerikanischer General; Oberkommandierender der Armee von West Virginia.
- Ross, Sir James Clark (1800–1862), britischer Entdecker und Seefahrer, Admiral.
- Ross, Sir John (1777–1856), britischer Konteradmiral und Polarforscher.
- Rossignol, Jean Antoine (1759–1802), französischer General
- Rostoptschin, Fjodor Wassiljewitsch (1763–1826), russischer General und Minister, verantwortlich für den Brand von Moskau 1812.
- Roth, Franz-Günther (1923–1976), deutscher Brigadegeneral des Heeres der Bundeswehr
- Roth, Georg-Heinrich (* 1934), deutscher Brigadegeneral des Heeres der Bundeswehr
- Roth von Schreckenstein, Ludwig Freiherr von (1789–1858), preußischer General der Kavallerie und Kriegsminister.
- Rothkirch und Trach, Edwin Graf von (1888–1980), General der Kavallerie; Korpkommandeur im Zweiten Weltkrieg.
- Rottenburg, Franz von (1757–1832), britischer General und Militärschriftsteller deutsch-polnischer Herkunft.
- Röttiger, Hans (1896–1960), Panzergeneral im Zweiten Weltkrieg; 1956–1960 erster Inspekteur des Heeres der Bundeswehr.
- Rouvroy, Johann Theodor Freiherr von (1727–1789), österreichischer Artilleriegeneral im Siebenjährigen Krieg und gegen die Pforte.
- Rowehl, Theodor (1894–1978), deutscher Luftwaffenoffizier; Kommandeur der Fernaufklärungsgruppe des Oberbefehlshabers der Luftwaffe, sog. Geschwader oder Kommando Rowehl.

## Ru
- Rüchel, Ernst von (1754–1823), preußischer General; Gouverneur von Königsberg
- Rudel, Hans-Ulrich (1916–1982), Luftwaffenoffizier im Zweiten Weltkrieg
- Rudenko, Sergei Ignatjewitsch (1904–1990), sowjetischer Marschall; Stabschef der Luftstreitkräfte
- Rudersheim, Nikolaus von (1781–1845), königlich bayerischer Generalmajor
- Ruge, Friedrich (1894–1985), deutscher Admiral in Wehrmacht und Bundeswehr; erster Inspekteur der Bundesmarine
- Rühle von Lilienstern, Johann Jakob (1780–1847), preußischer General und Chef des Generalstabs der Armee
- Rukavina, Georg Freiherr von (1777–1849), altösterreichischer General
- Rumford, Sir Benjamin Thompson, Graf, (1753–1814), britischer Militär und Experimentalphysiker
- Rumjanzew, Alexander Iwanowitsch (1680–1749), russischer General unter Peter dem Großen und Elisabeth; Oberbefehlshaber der Armee in Persien; Gouverneur von Kasan
- Rumjanzew-Sadunaiski, Pjotr Alexandrowitsch (1725–1796), russischer Feldmarschall zur Zeit Katharinas der Großen; siegreicher Feldherr im Siebenjährigen Krieg und gegen die Türken
- Rundstedt, Gerd von (1875–1953), deutscher Generalfeldmarschall im Zweiten Weltkrieg, Oberbefehlshaber West
- Rupertus, William H. (1889–1945), US-amerikanischer Major General des US Marine Corps, Kommandeur der China Marines und Autor des Rifleman's Creed
- Russell, Sir Baker GCB KCMG ADC (1837–1911), britischer General der Kolonialzeit; 1898 Kommandierender General des Southern Command
- Russell, John Scott (1808–1882), schottischer Marine-Ingenieur und Experimentalphysiker
- Rutowski, Friedrich August Graf (1702–1764), kursächsischer Feldmarschall, natürlicher Sohn Augusts des Starken
- Ruyter, Engel de (1649–1683), niederländischer Vizeadmiral
- Ruyter, Michiel de (1607–1676), niederländischer Admiral, gefallen

## Ry
- Ryder, Donald, Kommandeur des US Army Criminal Investigation Command und damit oberster Militärpolizist der US Army
- Rydz-Śmigły, Edward (1886–1941), polnischer Marschall; Divisionsgeneral im Krieg gegen die Bolschewiken; seit 1935 Generalinspekteur und Oberbefehlshaber der polnischen Streitkräfte